# Greg T. Walker

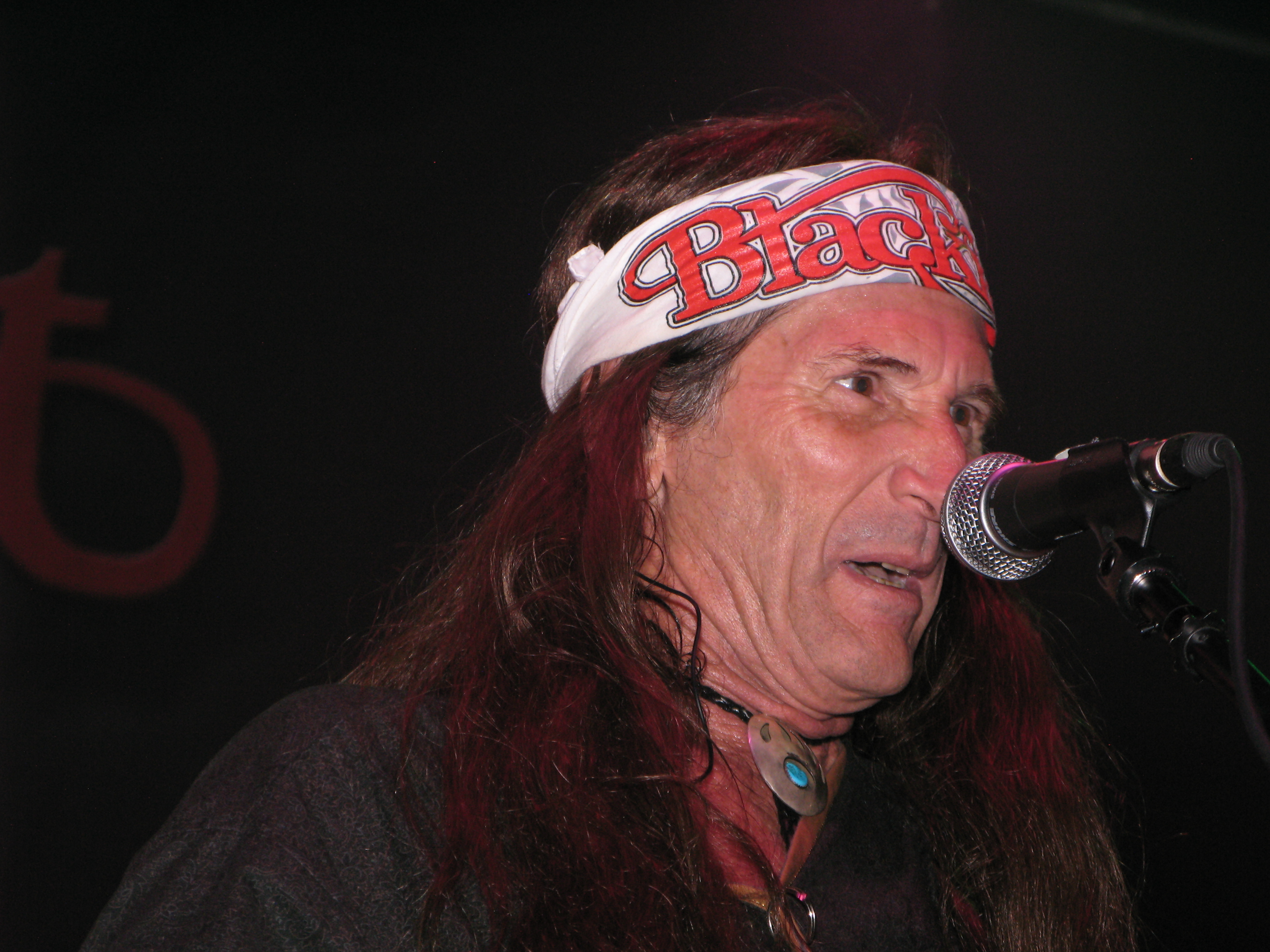
Greg T. Walker con Blackfoot

Greg T. Walker es un bajista estadounidense, popular por haber tocado en la agrupación de rock sureño Lynyrd Skynyrd entre 1971 y 1972. También hizo parte de Blackfoot entre 1969 y 1985. En el 2004 la agrupación se reformó, con Bobby Barth como vocalista y guitarrista.
En la alineación clásica de Blackfoot, tocó junto a Rickey Medlocke como guitarra líder, Charlie Hargrett como guitarra rítmica y Jackson T. Spires en la batería. Además del bajo también realiza coros, los cuales se pueden escuchar en la reconocida canción "Train, Train" del álbum Strikes.
En 2014 grabó un EP de cinco canciones junto al grupo Lloyd Project, llegando a tocar algunos conciertos en París, Francia.